# Морские ворота (муниципальный округ)

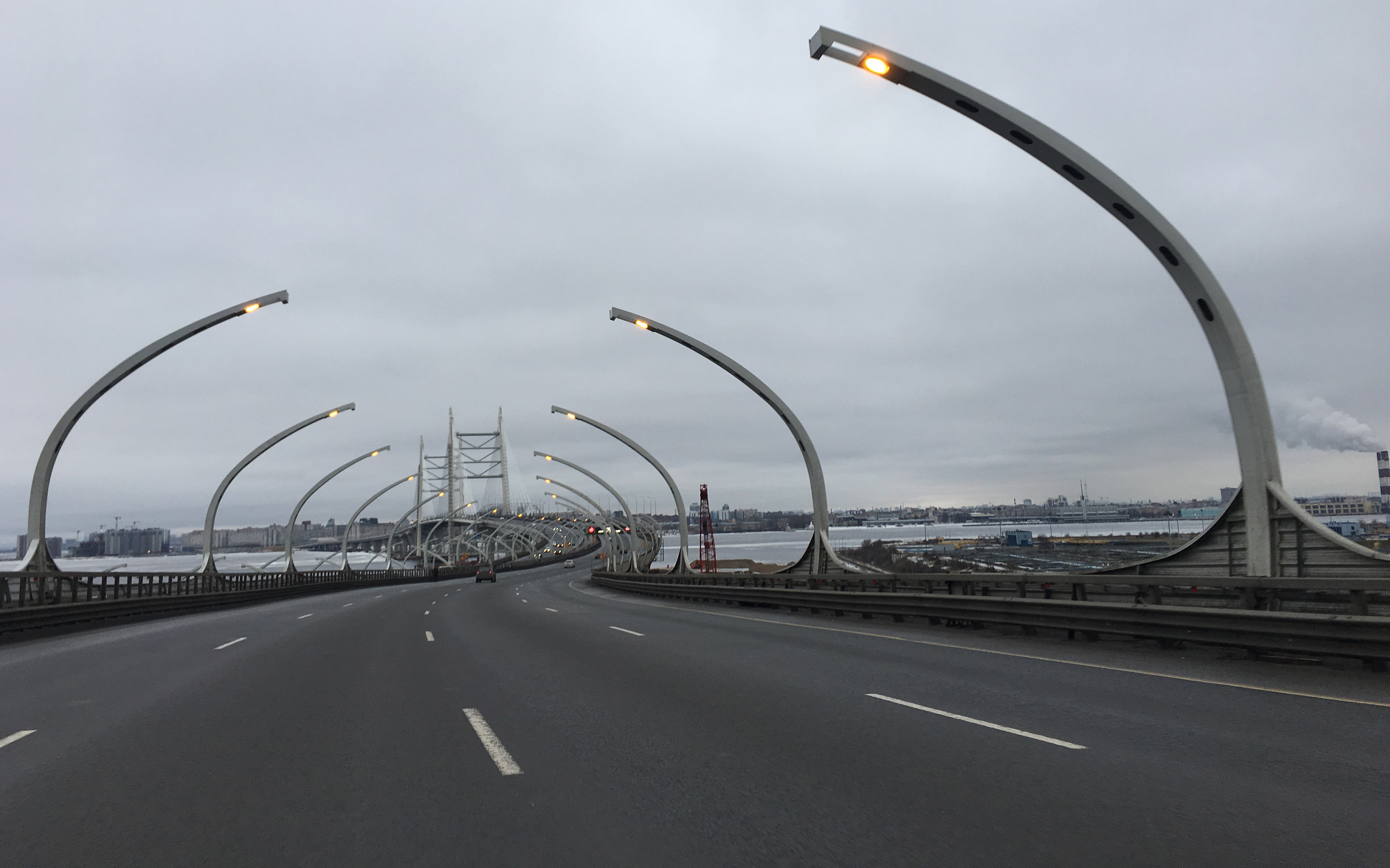
ЗСД

Морски́е воро́та — муниципальный округ № 31 в составе Кировского района Санкт-Петербурга.
Граница муниципального образования муниципальный округ Морские ворота проходит: от слияния реки Большой Невы с рекой Екатерингофкой по оси реки Екатерингофки, включая Малый Резвый остров, до акватории Морского порта, далее по акватории Морского порта, исключая остров Кривая Дамба, до Морского канала, далее на запад по оси Морского канала до оконечности Канонерского острова, далее по внешней береговой линии Канонерского острова и Белого острова до реки Большой Невы, далее по береговой линии Гутуевского острова до пересечения с рекой Большой Невой и рекой Екатерингофкой.

## Население
| 2002    | 2010    | 2012    | 2013    | 2014    | 2015    | 2016    |
| ------- | ------- | ------- | ------- | ------- | ------- | ------- |
| 10 287  | ↘10 060 | ↗10 082 | ↘10 025 | ↗10 189 | ↗10 257 | ↗10 314 |
| 2017    | 2018    | 2019    | 2020    | 2021    | 2023    | 2025    |
| ↘10 262 | ↗10 269 | ↘10 257 | ↗10 277 | ↗10 658 | ↘10 582 | ↘10 415 |